# Ovecea, Nedrîhailiv
Ovecea (în ucraineană Овеча) este un sat în comuna Rubanka din raionul Nedrîhailiv, regiunea Sumî, Ucraina.

## Demografie
Componența lingvistică a localității Ovecea
     Ucraineană (98,36%)
     Belarusă (1,64%)
Conform recensământului din 2001, majoritatea populației localității Ovecea era vorbitoare de ucraineană (98,36%), existând în minoritate și vorbitori de belarusă (1,64%).